# Aguaí

Bản đồ vị trí Aguaí

Aguaí là một đô thị ở bang São Paulo, Brasil. Thành phố này có dân số (năm 2007) là 30.181 người, diện tích là 473,365 km², mật độ dân số 67,1 người/km². Đô thị này nằm ở độ cao 660 m, cách thủ phủ bang São Paulo 200 km. Đô thị này nằm ở khu vực khí hậu bán nhiệt đới. Theo điều tra năm 2000, đô thị này có chỉ số phát triển con người 0,786, tuổi thọ bình quân 71,55 năm, tỷ lệ biết đọc biết viết là 89,93%.

## Các đô thị giáp ranh
Đô thị này giáp các đô thị: 
Bắc

Santa Cruz das Palmeiras, Casa Branca, Vargem Grande do Sul, São João da Boa Vista
Nam

Mogi-Guaçú
Đông

São João da Boa Vista, Espírito Santo do Pinhal
Tây

Leme, Pirassununga

### Các sông
Jaguari-Mirim
Itupeva
Taquarantã
Amaro Nunes
Córrego Isoldina
Ribeirão dos Porcos
Córrego da Lage
Córrego Lajeado
Córrego Bambu